# Valor aduaneiro
O valor aduaneiro é efetivamente o valor de transação de mercadorias importadas.  Dessa forma, todas as mercadorias sujeitas ao despacho de importação e que suspeite-se de alguma incoerência referente ao valor da mesma, serão submetidas à valoração aduaneira, que basicamente é uma análise para determinar se o valor declarado está correto.  No Acordo de Valoração Aduaneira,  conhecido como AVA-GATT, os métodos de valoração aduaneira foram padronizados em 6 formas. A escolha do método sempre será em ordem crescente - se a mercadoria não se enquadrar no primeiro método, usa-se o método seguinte, e assim por diante.

O valor aduaneiro é  formado por: 
- Custo de transporte do produto importado até o território alfandegário;
- Custo da mercadoria assim como as taxas de manuseios da mesma;
- Prêmio do seguro do bem ou serviço importado.